# 1. Panzerarmee

L'insigne de la 1re Panzerarmee

La 1. Panzerarmee ou 1re Panzerarmee en français : « 1re armée blindée » était une armée de la Wehrmacht, formée le 25 octobre 1941 à partir du Panzergruppe 1.
L'armée combat uniquement sur le front de l'Est :
- essentiellement dans le Sud-Est de l'Ukraine et le Caucase fin 1941 ;
- bataille de Kharkov-Izium au printemps 1942 ;
- opération Fall Blau (bataille du Caucase) à l'été-automne 1942 de l'Est de l'Ukraine au Caucase jusqu'à Grozny ;
- bataille de Kharkov-Bielgorod au printemps 1943 ;
- bataille du Dniepr pendant le reste de l'année ;
- défense de l'Ukraine et de la Pologne ;
- elle finit la guerre en Moravie.

## Organisations

### Commandants
- 25 octobre 1941 – 21 novembre 1942 Generaloberst Ewald von Kleist
- 21 novembre 1942 – 29 octobre 1943 Generaloberst Eberhard von Mackensen
- 29 octobre 1943 – 21 avril 1944 Generaloberst Hans-Valentin Hube
- 21 avril - 18 mai 1944 General der Infanterie Kurt von der Chevallerie
- 18 mai 1944 – 15 août 1944 Generaloberst Erhard Raus
- 15 août 1944 – 19 mars 1945 Generaloberst Gotthard Heinrici
- 19 mars 1945 – 3 avril 1945 General der Panzertruppen Walther Nehring
- 3 avril 1945 – 8 mai 1945 General der Infanterie Wilhelm Hasse

### Chefs de l'état-major général de l'unité
- Generalmajor Kurt Zeitzler (25 octobre 1941 – 24 avril 1942)
- Generalmajor Ernst-Felix Fäckenstedt (24 avril 1942 – 15 mars 1943)
- Generalmajor Walther Wenck (15 mars 1943 – 15 mars 1944)
- Generalmajor Carl Wagener (15 mars 1944 – 5 novembre 1944)
- Oberst i.G. Ivo-Thilo von Trotha (5 novembre 1944 - 15 février 1945)
- Oberst i.G. Ulrich Bürcker (15 février 1945 – 20 avril 1945)
- Oberst i.G. Dr Freiherr von Weitershausen (20 avril 1945 – 8 mai 1945)